# به زندان
به زندان نام قطعه‌ای موسیقی است ساختهٔ ابوالحسن صبا ویولنیست ایرانی. بعدها توسط حسین دهلوی با الهام از این قطعه، اثری برای اجرا به همراه ارکستر نوشت که به آن شوشتری برای ویولن و ارکستر نام داد.

## تاریخچه
به گفتهٔ ابوالحسن صبا، یک روز وی از خیابانی رد می‌شده که صدای یک متهم را که به زندان برده می‌شده می‌شنود که به زبان لری آوازی سر داده‌است و این آواز، الهام بخش او در ساختن قطعهٔ به زندان می‌شود. همایون خرم روایتی مفصل‌تر از این واقعه تعریف می‌کند که بر اساس آن، صبا در جاده قدیم شمیران و در نزدیکی زندان قصر با تعدادی زندانی مواجه می‌شود که یکی از آن‌ها زیر لب چیزی زمزمه می‌کرده‌است. صبا به آواز وی گوش می‌سپرد و مشغول نوشتن آن روی کاغذ می‌شود و در این بین ناخواسته وارد زندان می‌شود و نهایتاً با پادرمیانی افسر نگهبان زندان آزاد می‌شود.
ساسان سپنتا که خود از شاگردان صبا بوده، معتقد است که فردِ دربند خود یک آزادی‌خواه بوده‌است و قطعهٔ به زندان هم ندای این آزادی‌خواه است.
قطعهٔ به زندان در گوشهٔ شوشتری است و نمونه‌ای از یک چهارمضراب برای ویولن دانسته شده‌است.

## شوشتری برای ویولن و ارکستر
بعدها حسین دهلوی که او نیز از شاگردان صبا بود، بر اساس قطعهٔ به زندان اثری به نام «شوشتری برای ویولن و ارکستر» نوشت و اولین بار در سال ۱۳۳۷ (یک سال پس از درگذشت صبا) آن را به صحنه برد؛ در این اجرا رحمت‌الله بدیعی تک‌نواز ویولن بود. این اثر بارها به صحنه رفت و با سولیست‌های ویلن مختلف از جمله شجاع‌الدین لشکرلو اجرا شد. دهلوی سپس در سال ۱۳۶۵ پارتیتور این اثر را منتشر کرد و پس از آن ارکسترهای مختلفی به اجرای این اثر پرداختند که در بهترین اجرایی که امروزه موجود است تک‌نوازی ویولن توسط ارسلان کامکار انجام شده‌است. مازیار ظهیرالدینی، میثم مروستی و آریا صهبایی از جمله ویولن‌نوازانی هستند که تک‌نوازی ویولن در اجراهای شناخته‌شدهٔ این اثر را عهده‌دار بوده‌اند. این اثر شبیه به یک روندو برای ویولن دانسته شده‌است. شجاع‌الدین لشکرلو کادانس‌های این قطعه را به روش کادانس‌های ویلن کلاسیک گسترش داد.